# Герол Грем
Герол Грем (англ. Herol Graham; 13 вересня 1959, Ноттінгем) — британський професійний боксер, чемпіон Європи за версією EBU (1983-1984) у першій середній вазі і (1985-1987) у середній вазі.

## Професіональна кар'єра
Герол Грем дебютував на профірингу 1978 року. Він виграв 16 боїв поспіль і 24 березня 1981 року завоював титул чемпіона Великої Британії за версією (BBBofC) у першій середній вазі. 25 листопада того ж року завоював титул чемпіона Співдружності. Здобувши ще чотири перемоги, 23 травня 1983 року виграв вакантний титул чемпіона Європи за версією EBU. Вигравши свої наступні сім боїв, в тому числі перемігши майбутнього чемпіона світу Лінделла Голмса (США), 24 квітня 1985 року завоював вакантний титул чемпіона Великої Британії за версією (BBBofC) у середній вазі. 5 лютого 1986 року виграв титул чемпіона Європи за версією EBU у середній вазі. Вигравши свої наступні три боя, включаючи один захист звання чемпіона Європи, 26 травня 1987 року провів захист проти Сумбу Каламбая (Італія) і програв одностайним рішенням суддів, зазнавши першої поразки.
Грем закрив поразку трьома перемогами, вигравши між іншим вакантний титул чемпіона Великої Британії за версією BBBofC у середній вазі. 10 травня 1989 року в бою за вакантний титул чемпіона світу WBA у середній вазі програв розділеним рішенням суддів Майку Маккаллуму (США).

### Грем проти Джексона
24 листопада 1990 року відбувся бій за вакантний титул чемпіона світу за версією WBC у середній вазі між Геролом Гремом і Джуліаном Джексоном (США). Британець був фаворитом бою і з перших секунд переважав суперника у швидкості, точності ударів і винахідливості. Вже після другого раунду у Джексона почало закриватися ліве око, операцію на якому він робив після останнього бою менш ніж за чотири місяці до бою з Гремом. Після трьох раундів лікар попередив американця, що після четвертого раунду не дасть йому дозвіл на продовження бою. Британець впевнено вів бій, контратакуючи безхитрісного суперника і наближаючись до звання чемпіона. Але лише один точний удар Джексона, одного з найбільших панчерів в історії середньої ваги, відправив Грема в глибокий нокаут на другій хвилині четвертого раунду. Після того, як Джексон завдав удару, Грем знепритомнів ще до того, як ударився об полотно, і отямився лише через п'ять хвилин.
12 березня 1992 року Грем вдруге вийшов на бій проти чемпіона Європи за версією EBU Сумбу Каламбая і вдруге програв йому одностайним рішенням суддів. Після наступної поразки від Френка Гранта (Велика Британія) Грем припинив виступи на чотири роки.
Повернувшись 1996 року на ринг, Герол Грем розпочав виступи у другій середній вазі. Здобувши перемоги над Крісом Джонсоном (Канада) і Вінні Паціенца (США), 28 березня 1998 року вийшов на бій проти чемпіона світу за версією IBF Чарлза Брюера (США) і, зазнавши поразки технічним нокаутом у десятому раунді, вирішив завершити кар'єру.